# 拜里米苏拉
拜里米苏拉或拜里迷蘇剌（至高無上的君主，1344年─1414年），满剌加国（马六甲王朝）开国君主。马来纪年记载，其原为室利佛逝屬巨港城的王子，传统信奉印度教混合佛教。
鄭和下西洋中所做的海外政治干預中，以長遠影響來看，最重要的是操縱麻六甲海峽（往來中國及海洋貿易的要道），選擇扶植拜里迷蘇剌，於1409年鄭和授與其國璽及皇袍。拜里迷蘇剌曾親自往中國朝貢，使其在麻六甲沼澤地的據點成為日漸富庶繁榮的商業中心。

## 肇建馬六甲
拜里迷苏拉出生于巨港，十分英勇，其父是巨港王桑阿吉（Sam Agi Palimbao）。巨港王桑阿吉去世后，拜里迷苏拉即位，迎娶爪哇国王巴塔拉塔马里尔之女。渤淋邦与爪哇联姻后，日渐强大，拜里迷苏拉遂起兵反叛爪哇。
14世纪中期，位于苏门答腊的室利佛逝王国（三佛齐）势力日渐式微。周边国家，尤其是爪哇的满者伯夷帝国，无不对物产丰隆的苏门答腊岛产生觊觎。满者伯夷遂攻占皇城巨港和首都占碑，室利佛逝王国宣告灭亡。
根据马来纪年，室利佛逝王族流亡至廖内群岛的民丹岛。廖内群岛的马来人和海人依然对室利佛逝王国忠心耿耿，无不想复兴帝国。拜里米苏拉的曾祖父桑尼拉·乌他马为了复兴霸业，在1324年带领亲信前往淡马锡（今日之新加坡），杀害了素可泰王國（暹羅）委任当地的酋长，自立为王。1401年，拜里米苏拉登基后不久，满者伯夷进犯。新加坡政权不敌强大的满者伯夷帝国，拜里米苏拉逃往马来半岛。
拜里米苏拉在麻坡做短暂停留。在发现麻坡无天险可守后，他北上前往今日馬六甲河（Sungai Bertam）一带。传说他亲眼目睹鼠鹿在馬六甲树下将凶猛的野狗踢入河流，随后于1402年在此建城。

## 馬六甲的外交关系
明史载，明朝使者尹庆于永乐元年（1403年）来到当地宣扬国威时，馬六甲尚未称国，臣属于暹罗阿瑜陀耶王國（泰國），每年向暹罗进贡四十两银。酋长“拜里米苏拉”得知使者来意时大喜，即遣使随尹庆回明朝进贡，使者于永乐三年抵达南京，明成祖封拜里米苏拉为“馬六甲国王”，赐诰印、彩币、袭衣、黄盖。从此，馬六甲得以和暹罗同列，不再臣属于暹罗。馬六甲开始从渔村成长为该地区最重要的港口，吸引来自爪哇、印度、阿拉伯和中国的商人，作为两次季风之间中印贸易的停泊点。
拜里米苏拉于永乐九年（1412年）率领妻子陪臣五百余人随郑和前往中国觐见天子，明成祖亲自设宴款待，赏赐丰厚。
传说拜里米苏拉在1414年皈依伊斯兰教，改名「苏丹依斯甘达沙」（Sultan Iskandar Shah）；然而明史记载，拜里米苏拉约于1414年逝世，其子“母干撒”（Megat Iskandar Shah）的使者于永年十二年（1415年）抵达中国向明朝告仆，明成祖令其袭封，“苏丹依斯甘达沙”实为拜里迷苏拉之子。1414年拜里米苏拉逝世，享年70岁。他死后葬于今波德申附近的丹绒端，一说于新加坡禁山（Bukit Larangan, 今福康宁山）上，并由长子苏丹依斯甘达沙继任马六甲苏丹。